# 다면체 골격 전자쌍 이론
다면체 골격 전자쌍 이론(多面體骨格電子雙理論, Polyhedral skeletal electron pair theory)은 보레인류, 카보레인 클러스터의 구조(構造)를 예측(豫測)하는 이론(理論)이다.